# Pancratium longiflorum
Pancratium longiflorum là một loài thực vật có hoa trong họ Amaryllidaceae. Loài này được Buch.-Ham. ex Roxb. mô tả khoa học đầu tiên năm 1832.